# Gare de Berlaimont
Gare de Berlaimont vasútállomás Franciaországban, Berlaimont településen.

## Vasútvonalak
Az állomást az alábbi vasútvonalak érintik:
- Fives-Hirson-vasútvonal

## Kapcsolódó állomások
A vasútállomáshoz az alábbi állomások vannak a legközelebb:
- Gare d’Aulnoye-Aymeries
- Gare du Quesnoy